# Таривердиев, Микаэл Леонович
Микаэ́л Лео́нович Тариверди́ев (арм. Միքայել Լեոնի Թարիվերդիև, груз. მიქაელ ლეონის ძე ტარივერდიევი; 15 августа 1931[…], Тифлис — 25 июля 1996 или 25 июля 1997, Сочи, Краснодарский край) — советский и российский композитор армянского происхождения. Народный артист РСФСР (1986). Лауреат Государственной премии СССР (1977).
Таривердиев написал музыку к 132 кинофильмам и ряду спектаклей, а также более 100 песен и романсов, 4 балета, 5 опер, камерные вокальные циклы, симфонию, 3 концерта для органа, 2 концерта для скрипки с оркестром и концерт для альта и струнного оркестра. Полностью его музыкальное наследие ещё не извлечено из архива композитора.
Наибольшую известность Таривердиеву принесла музыка к кинофильмам, прежде всего — «Семнадцать мгновений весны», «Ирония судьбы, или С лёгким паром!».

## Биография
Микаэл Леонович родился в Тбилиси в армянской семье, где был единственным ребёнком. Его отец служил директором Государственного банка, в 1937 году был репрессирован.
Жил в доме 14 на улице Павла Ингороквы (современный адрес). Учился в 43-й тбилисской средней школе и в музыкальной школе-десятилетке при Тбилисской консерватории по классу фортепиано, в музыкальном училище Тбилиси по классу композиции профессора Шалвы Мшвелидзе.
По настоянию матери он поступил в Ереванскую консерваторию, в которой проучился полтора года. За это время изучил армянский язык и неплохо им владел. С 1953 по 1957 учился в Московском музыкально-педагогическом институте имени Гнесиных (класс композиции А. И. Хачатуряна), а дебютировал композитор в Большом зале Московской консерватории, где его романсы исполнила Зара Долуханова.
В 1958 году дебютировал в кинематографе, в фильме «Юность наших отцов».
В 1960-х годах Таривердиев некоторое время встречался с Людмилой Максаковой.
9 мая 1967 года они вместе после вечеринки с друзьями в ресторане ехали на машине по Ленинградскому проспекту. В районе театра Ромэн дорогу переходил молодой человек, спешащий к своей девушке, ждущей его на противоположной стороне улицы. Машина с Таривердиевым сбила парня, а затем уехала с места аварии. От полученных травм молодой человек скончался на месте. Существует версия, что за рулём была Максакова, а Таривердиев согласился взять вину на себя. В частности, этой версии придерживалась вдова композитора, Вера Таривердиева. В итоге, композитору было назначено наказание в виде двух лет лишения свободы. Поскольку следствие длилось тоже ровно два года, после суда его освободили.
Является автором пяти опер, в том числе «Кто ты» (для театра Б. Покровского, 1966), «Граф Калиостро» (1983) «Ожидание» (Шаблон:В музыке), «Женитьба Фигаренко» (сатирическая опера по мотивам Бомарше, 1996, пост. в 2018), четырёх балетов (балет «Девушка и смерть» (по М. Горькому, 1985), музыки для органа — три концерта для органа, 10 хоралов «Подражание старым мастерам», симфония для органа «Чернобыль» (1988), фортепианного трио, цикла пьес для фортепиано «Настроения», вокальных циклов на стихи Л. Н. Мартынова, А. А. Вознесенского, Б. А. Ахмадулиной, М. И. Цветаевой и многого другого.
Написал музыку к фильмам «Семнадцать мгновений весны», «Ирония судьбы, или С лёгким паром!», «Мой младший брат», «Король-Олень», «Человек идёт за солнцем», «До свидания, мальчики!», «Старомодная комедия», «Любить». Всего — к 132 фильмам, более 100 романсов, инструментальные концерты. Его музыка использована в фильме «Исаев».
Активно сотрудничал с музыкальным коллективом трио «Меридиан» из города Иваново.
В 1993—1996 годах был художественным руководителем благотворительной программы «Новые имена». Основатель Гильдии композиторов кино Союза кинематографистов России. Был её президентом.
Скончался от острого сердечного приступа 25 июля 1996 года в последний день отдыха в сочинском санатории «Актёр», накануне обратного вылета в Москву, не дожив 3 недели до своего 65-летия.

Могила на Армянском кладбище

Похоронен на Армянском кладбище Москвы.
Проживал на улице Усиевича, дом 9 в районе метро «Аэропорт», в наши дни там установлена мемориальная доска с текстами на трех языках грузинском, армянском и русском.
В 1997 году вышла книга композитора «Я просто живу».

### Личная жизнь
- Отец: Леон Навасардович Таривердиев (1903, Елизаветпольская губерния — 1977).
- Мать: Сатеник Григорьевна Акопова (1902, Тифлис — 1976).
- Первая жена (с 1958, разв. 1971): Елена Васильевна Андреева (1926—2000), солистка филармонии[18].
  - Сын: Карен Микаэлович Таривердиев (28.05.1960 — 10.07.2014)[19], выпускник Рязанского высшего воздушно-десантного командного училища, майор, участвовал в войне в Афганистане на различных должностях в подразделениях спецназа ГРУ, награждён орденом Красного Знамени, двумя орденами Красной Звезды и медалями, несколько раз был тяжело ранен. После вывода советских войск из Афганистана служил в Старокрымской бригаде спецназа, в Германии и в Чучковской бригаде специального назначения. Из армии уволился в 1994 году. После отставки работал журналистом, писал рассказы об Афганской войне. Публиковался в центральных периодических изданиях России[20], одно время работал на телевидении в передаче «Дорожный патруль»[21].
    - Внучка — Анна Кареновна Таривердиева (род. 1985), редактор, переводчик.
- Вторая жена: Элеонора Петровна Маклакова (1939—2024) — художник-постановщик. Народный художник РФ, профессор.
- Третья жена (с 1990): Вера Гориславовна Колосова — Вера Таривердиева[22](род. 1957, Алма-Ата). Дочь преподавателя факультета журналистики МГУ Горислава Валентиновича Колосова. В 1981-м окончила Музыкальный институт им. Гнесиных по специальности «музыковедение». Защитила диплом на тему «Ранние формы полифонии в музыке XIII—XIV веков во Франции». Была сотрудником газеты «Советская культура», заведующей отделом культуры газеты «Россия»[22], писала рецензии и статьи о современной музыке. Президент Благотворительного Фонда Микаэла Таривердиева, автор книги «Биография музыки» (о жизни и творчестве Микаэла Таривердиева), арт-директор (художественный руководитель) Международного конкурса органистов имени Микаэла Таривердиева[23], художественный руководитель легендарного концертного зала и музейного комплекса «Собор имени Канта»[22] в Калининграде[22]. Регулярно проводит Дни Канта в Соборе имени Канта спектаклем «Тайные правила Канта»[22].
  - Приёмный сын — Василий (сын В. Колосовой от первого брака, до 13 лет жил в семье Таривердиевых).

### Творческая деятельность
Имя Микаэла Таривердиева больше знают по музыке к популярным фильмам, таким как «Семнадцать мгновений весны», «Ирония судьбы». Помимо этого композитор написал музыку к 132 кинофильмам, он автор камерных вокальных циклов, четырёх балетов, четырёх опер, органной музыки. Ученик Арама Хачатуряна (закончил класс композиции Государственного педагогического института имени Гнесиных в 1957 году), он дебютировал как композитор в Зале имени Чайковского (через неделю программу повторили в Большом зале) Московской консерватории — его романсы исполнила камерная певица Зара Долуханова (концертмейстер Б. М. Козель). С его оперы «Кто ты?» начинался Камерный театр Бориса Покровского. Комическая опера «Граф Калиостро» более 15 лет оставалась одной из самых репертуарных опер театра и с успехом показывалась им на гастролях в разных странах.
В последние годы жизни Таривердиев много работал в области инструментальной музыки. Им написаны три концерта для органа («Кассандра», «Полифоническая тетрадь»), «Десять хоральных прелюдий», Симфония для органа «Чернобыль», в которой нашли отражение впечатления от поездки в Чернобыль вскоре после катастрофы. Среди сочинений Таривердиева также два концерта для скрипки с оркестром и «Концерт в романтическом стиле для альта и струнного оркестра», написанный композитором по заказу альтиста и дирижёра Юрия Башмета.
Музыка Таривердиева, независимо от жанра, узнаваема с первых тактов: будь то музыка в кино, театре, опера или романс. Композитор всегда находился в постоянном развитии, придумывал для себя всё время что-то новое, экспериментировал, ставил перед собой новые задачи. В 1960-е годы, после успеха романсов, исполненных Зарой Долухановой, он провозглашает третье направление. Это вызов академизму с одной стороны, а с другой — массовой культуре. Но когда это направление подхватывается другими композиторами, он возвращается к академическим жанрам. Таривердиев обращается к классической опере-буфф, барочному полифоническому органному концерту.
Таривердиев является лауреатом 18 международных премий, в том числе премии Американской академии музыки (1975), премии японской звукозаписывающей фирмы «Виктор» (1978). Возглавлял со дня основания гильдию композиторов кино Союза кинематографистов России, был художественным руководителем Международной благотворительной программы «Новые имена».
Являлся членом редакционного совета журнала «Детектив и политика».
В начале 1970-х годов участвовал в составе жюри популярного телевизионного конкурса «Алло, мы ищем таланты!».

### Память
В 1998 г. была учреждена премия за лучшую музыку имени Микаэла Таривердиева в рамках основного конкурса Открытого российского фестиваля «Кинотавр».
С 1999 г. в Калининграде раз в два года проходит Международный конкурс органистов имени Микаэла Таривердиева.

## Музыка к фильмам
Ниже представлен список фильмов, к которым Микаэл Таривердиев написал музыку (или были использованы его произведения):
- «Человек за бортом», студия ВГИКа, режиссёры Эльдар Шенгелая, Михаил Калик, Э. Абалов
- 1958 — «Юность наших отцов» (режиссёры Михаил Калик, Борис Рыцарев), Киностудия имени М. Горького
- 1958 — «Из пепла» (реж. Хельмут Дзюба), Центральное телевидение
- 1960 — «Десять шагов к Востоку» (режиссёры Виктор Зак и Хангельды Агаханов), Туркменфильм
- 1961 — «Длинный день» (режиссёр А. Гольдин), Свердловская киностудия
- 1961 — «Человек идёт за солнцем» (режиссёр Михаил Калик), Молдова-филм
- 1962 — «Мой младший брат» (режиссёр Александр Зархи), Мосфильм
- 1963 — «Большая руда» (режиссёр Василий Ордынский), Мосфильм
- 1964 — «До завтра» (Александр Давидсон), Таджикфильм
- 1964 — «До свидания, мальчики» (режиссёр Михаил Калик), Мосфильм
- 1964 — «Добро пожаловать, или Посторонним вход воспрещён» (реж. Элем Климов), Мосфильм
- 1966 — «Прощай» (режиссёр Григорий Поженян), Одесская киностудия
- 1966 — «Последний жулик» (режиссёр Ян Эбнер), Рижская киностудия
- 1966 — «Саша-Сашенька» (режиссёр Виталий Четвериков), Беларусьфильм
- 1966 — «Восточный коридор» (режиссёр В. Виноградов), Беларусьфильм
- 1967 — «Разбудите Мухина!» (режиссёр Яков Сегель), киностудия им. Горького
- 1967 — «Спасите утопающего» (режиссёр Павел Арсенов), киностудия им. Горького, стихи Вадима Коростылева
- 1968 — «Маленький школьный оркестр» (режиссёры Александр Муратов, Николай Рашеев), киностудия им. Довженко)
- 1968 — «Любить...» (режиссёр Михаил Калик), киностудия им. Горького, Молдова-филм
- 1968 — «Пассажир с «Экватора»» (режиссёр Александр Курочкин, исп. Камбурова Е.), киностудия им. Горького
- 1969 — «Король-олень» (реж. Павел Арсенов), киностудия им. Горького, стихи Вадима Коростылева
- 1969 — «Цена» (режиссёр Михаил Калик), ТО «Экран»
- 1970 — «Судьба резидента» (режиссёр В. Дорман), киностудия им. Горького
- 1971 — «Пятнадцатая весна» (режиссёр Инесса Туманян), киностудия им. Горького
- 1972 — «Земля, до востребования» (режиссёр В. Дорман), киностудия им. Горького
- 1972 — «Спасённое имя» (реж. Д. Моторный, В. Дёмин), Молдова-Филм
- 1973 — «Семнадцать мгновений весны» (режиссёр Т. Лиознова), киностудия им. Горького, 12 серий.
- 1974 — «Звёздная минута» (режиссёр Лев Кулиджанов), киностудия им. Горького
- 1975 — «Ирония судьбы, или С лёгким паром!» (режиссёр Эльдар Рязанов), Мосфильм
- 1975 — «Ольга Сергеевна» (режиссёр Александр Прошкин), Центральное телевидение
- 1975 — «Пропавшая экспедиция» (режиссёр Вениамин Дорман), киностудия им. Горького
- 1976 — «Золотая речка» (режиссёр В. Дорман), киностудия им. Горького
- 1978 — «Старомодная комедия» (режиссёры Э. Савельева и Т. Березанцева), Мосфильм
- 1979 — «Дождь в чужом городе» (режиссёры Михаил Резникович, Владимир Горпенко), киностудия им. Довженко
- 1980 — «Адам женится на Еве» (режиссёр В. Титов), ТО «Экран»
- 1981 — «Мы, нижеподписавшиеся» (режиссёр Татьяна Лиознова), ТО «Экран»
- 1982 — «Возвращение резидента» (режиссёр В. Дорман), киностудия им. Горького
- 1982 — «Предчувствие любви» (режиссёр Тофик Шахвердиев), Мосфильм
- 1983 — «Ученик лекаря» (реж. Борис Рыцарев), киностудия им. Горького
- 1984 — «Медный ангел» (режиссёр Вениамин Дорман), киностудия им. Горького
- 1984 — «Государственная граница. Фильм 4 — Красный песок» (режиссёр Борис Степанов, Беларусьфильм
- 1986 — «Конец операции „Резидент“», (режиссёр В. Дорман), киностудия им. Горького
- 1987 — «Разорванный круг» (режиссёр В. Дорман), киностудия им. Горького
- 1987 — «Рейс сквозь память» (режиссёр Владимир Коновалов), ЦСДФ
- 1988 — «Аэлита, не приставай к мужчинам» (режиссёр Георгий Натансон), Мосфильм
- 1988 — «Комментарий к прошению о помиловании» (режиссёр И. Туманян), киностудия им. Горького
- 1988 — «Порог» (режиссёр Р. Сергиенко), ЦСДФ
- 1989 — «По ком звонит колокол Чернобыля» (режиссёр Р. Сергиенко)
- 1989 — «Загадка Эндхауза» (режиссёр В. Дербенев), Мосфильм
- 1990 — «Хомо новус» (режиссёр Пал Эрдёш), Мосфильм
- 1990 — «Нелюдь» (другое название — «В раю запрещена охота») (режиссёр Юрий Иванчук), киностудия им. Горького
- 1991 — «Смерть в кино» (режиссёр К. Худяков), Мосфильм
- 1991 — «Я обещала, я уйду» (режиссёр В. Ахадов), Мосфильм
- 1991 — «Танцующие призраки» (режиссёры Е. Резников, Ю. Коротков), Мосфильм
- 1991 — «И возвращается ветер» (режиссёр Михаил Калик), киностудия им. Горького
- 1992 — «Ночные забавы» (реж. В. Усков, В. Краснопольский)
- 1992 — «Разыскивается опасный преступник» (реж. Гохакия), Сон 1
- 1993 — «Русский регтайм» (режиссёр Сергей Урсуляк)
- 1994 — «Незабудки» (режиссёр Лев. Кулижанов), киностудия им. Горького
- 1994 — «Империя пиратов» (режиссёр Г. Гердушян)
- 1994 — «Роман «Alla Russa»» (реж. А. Бренч)
- 1994 — «Отелло» (реж. Н. Серебряков), из цикла «Шекспир: Великие комедии и трагедии», Би-би-си, Ren TV
- 1994 — «Воровка» (режиссёры В. Усков, В. Краснопольский)
- 1995 — «Летние люди» (режиссёр Сергей Урсуляк)
- 1997 — «Всё то, о чём мы так долго мечтали» (режиссёр Р. Фрунтов)
- 1998 — «Сочинение ко Дню Победы» (реж. Сергей Урсуляк), киностудия им. Горького
- 2000 — «Тихие омуты» (реж. Эльдар Рязанов), Мосфильм, ТриТэ
- 2007 — «Ирония судьбы. Продолжение» (реж. Тимур Бекмамбетов), Мосфильм, Первый канал, 20th Century Fox, Дирекция кино, Bazelevs
- 2009 — «Музыка жизни» (реж. Эльдар Рязанов), Крупный план, Первый канал
- 2009 — «Исаев» (режиссёр Сергей Урсуляк), Централ Партнершип
- 2012 — «Со мною вот что происходит» (реж. Виктор Шамиров), Другое кино, All Media.
- 2016 — «Родные» (реж. Виталий Манский)

## Дискография
- «Человеческий голос. Vox humana» вокальные циклы на стихи средневековых японских поэтов.
- «Акварели», на стихи Леонида Мартынова, Беллы Ахмадулиной, Марины Цветаевой, Евгения Винокурова, моноопера «Ожидание» на стихи Роберта Рождественского. Исполняют: Зара Долуханова (сопрано), Нина Лебедева (сопрано), Мария Лемешева (сопрано), Нина Светланова (фортепиано), Микаэл Таривердиев (фортепиано), оркестр Камерного театра имени Б.Покровского, дирижёр Владимир Агронский.
- «Я такое дерево. Автопортрет». Монологи, речитативы, баллады на стихи Григория Поженяна, Эрнеста Хэмингуэя, Людвика Ашкенази, Михаила Светлова, Андрея Вознесенского в исполнении автора.
- «Авангард Микаэла Таривердиева». Вокальные циклы на стихи средневековых японских поэтов.
- «Акварели», вокальные циклы на стихи Беллы Ахмадулиной, Семена Кирсанова, Марины Цветаевой, Леонида Мартынова, вокальная сюита в тональности Соль на стихи Владимира Малишевского исполняют Ольга Кирьянова, Виктория Евтодьева, Татьяна Куинджи. Партия фортепиано — Алексей Гориболь
- «QUO VADIS» Произведения для органа:
  - Концерт для органа «Кассандра»
  - две хоральные прелюдии из цикла «Подражание старым мастерам»
  - Симфония для органа «Чернобыль» в исполнении Екатерины Мельниковой и Жана Пьера Стайверса.
- «Настроения». Произведения для органа:
  - Шесть хоральных прелюдий из цикла «Подражание старым мастерам»
  - 10 пьес из цикла «Настроения»
  - Третий концерт для органа в исполнении Алексея Паршина.
- «Граф Калиостро». Комическая опера в двух действиях. В исполнении солистов и артистов Московского камерного театра имени Бориса Покровского. Дирижёр — Владимир Агронский.
- «Запомни этот миг». Сборник произведений Микаэла Таривердиева на двух дисках.
- «17 мгновений весны». Музыка к фильму.
- «Ирония судьбы». Музыка к фильму.
- Двойной альбом музыки из кинофильмов «Ольга Сергеевна», «Ошибка резидента», «Медный ангел», «Пропавшая экспедиция», «Король-олень», «Пятнадцатая весна».
- «Знаменитые песни из знаменитых фильмов».
- «Знаменитые инструментальные хиты».
- «Двое в городе». Монологи, речитативы, баллады Микаэла Таривердиева в исполнении Ольги Дзусовой (вокал) и Алексея Гориболя (ф-но).
- «Предчувствие любви». Мадригалы Микаэла Таривердиева в исполнении Вокального трио «Меридиан».
- «Не исчезай». Романсы и песни Микаэла Таривердиева в исполнении дуэта Галины Бесединой и Сергея Тараненко.
- «Ночные забавы. Тихая музыка». Музыка кино последних лет.
- «Воспоминание о Венеции. Тихая музыка» Музыка кино последних лет.
- «До свидания, мальчики!» музыки кино 1960-х.
- «Видение джаза».
- Авторские обработки еврейских песен в исполнении Маши Иткиной.
- «Мгновения» музыка кино.
- «Обещание любви» музыка кино.
- «Микаэл Таривердиев и Эльдар Рязанов».
- «Семнадцать мгновений судьбы. От Кобзона до Глюкозы». Новые версии песен Микаэла Таривердиева.
- «Nostalgia». Исполнение музыки Микаэла Таривердиева японским дуэтом «Хиде-Хиде» (сякухати, сямисэн).
- «Мир музыки Микаэла Таривердиева» — два DVD с архивными записями, концертами, передачами о Микаэле Таривердиеве.
- Tariverdiev. Film Music — 3 LP от Earth Recordings (Лондон, 2015)[26].

## Список сочинений
Оперы
- «Кто ты?» (опера для молодых). Либретто по повести Василия Аксенова «Пора, мой друг, пора!»
- «Мандарины из Марокко» со стихами А. А. Вознесенского, Е. М. Винокурова, Е. А. Евтушенко, Г. Поженяна, Р. И. Рождественского, С. И. Кирсанова, М. Львовского
- «Граф Калиостро» (опера-буфф) по мотивам одноимённой повести А. Н. Толстого
- «Ожидание (Монолог женщины)» (моноопера по поэме Р. И. Рождественского)
- «Женитьба Фигаренко» (сатирическая опера по мотивам Бомарше, либретто М. Г. Казовского и Ф. Филиппова)

Инструментальная музыка
- 9 новелетт для фортепиано, 1953 г.
- «Мимолётности» для фортепиано, 1953 г.
- Соната для валторны и фортепиано, 1954 г.
- Концерт для тромбона с оркестром, 1954 г.
- Концерт для голоса с оркестром, 1956 г.
- Полифоническое трио, 1957 г.
- Увертюра «К звёздам», 1958 г.
- Концерт для скрипки с оркестром N1 первая редакция — для большого состава оркестра, вторая — для камерного), З части , 24 мин., 1982 г.
- Цикл из 24 пьес для фортепиано «Настроения», 42 мин., 1986 г.
- Концерт для скрипки с оркестром N2 (струнные большого состава, духовые, ударные), 1-частный, 20 мин., 1992 г.
- Концерт для альта и струнных в романтическом стиле, 1-частный, 22 мин., 1994 г.
- Трио для фортепиано, скрипки и виолончели, в 2 частях, 19 мин.

Произведения для органа
- Концерт для органа «Кассандра», 4 части, 18 мин., 1985 г.
- Симфония для органа «Чернобыль», 2 части («Зона», «Quo vadis?»), 26 мин., 1988 г.
- Концерт для органа «Полифоническая тетрадь», 4 части, 20 мин., 1988 г.
- Четыре пьесы для органа («Отражения», «Движение», «Хорал», «Прогулка в до-мажоре») 14 мин., 1989 г.
- Десять хоралов для органа «Подражание старым мастерам», посвящено инфанте испанской Елене. 45 мин., 1995 г.

Балеты
- «Герника» — балет в двух актах, 1984 г., 78 мин.
- «Девушка и смерть» — балет в двух актах, 1986 г., 86 мин.

Концерты
- Концерт для голоса с оркестром
- Концерт для скрипки с оркестром N1 (первая редакция)
- Концерт для скрипки с оркестром N1 (вторая редакция для камерного состава)
- Концерт N2 для скрипки и струнного оркестра
- Концерт для альта и струнного оркестра в романтическом стиле

Театральные работы
- «На берегу», одноактный балет
- «Допрос», одноактный балет поставлены в 1945 году в Тбилисском театре оперы и балета, балетмейстеры-постановщики Г. Геловани, М. Гамалетдинов.
- «Назначение», 1963 г., театр «Современник», режиссёр-постановщик О. Ефремов
- «Прощай, оружие!», 1966 г., театр ЛЕНКОМ, режиссёр постановщик Гинзбург
- «Кто ты?» 1966 г., Камерный музыкальный театр, режиссёр-постановщик Б. Покровский
- «Герой нашего времени» 1966 г., Театр на Таганке, режиссёр-постановщик Ю. Любимов
- «Прощай», 1968 г., Театр имени Моссовета, режиссёр-постановщик М. Захаров.
- «Восхождение на Фудзияму», театр «Современник», режиссёр-постановщий Г. Волчек
- «Граф Калиостро» Московский камерный музыкальный театр, 1983 г., режиссёр-постановщик Б. Покровский
- «Ожидание», Московский камерный музыкальный театр, 1985 г., режиссёр-постановщик Б. Покровский
- «Ожидание», Софийский театр оперы и балета, 1990 г.
- «Ожидание», Ереванский театр оперы и балета, 1992 г.
- «Ожидание» Волгоградский музыкальный театр. Дирижёр-постановщик А. Смирнов, 2010 г.
- «Преступная троица», Московский театр «СФЕРА», 1994 г., режиссёр-постановщик Е. Еланская
- «Король, дама, валет», Московский театр «СФЕРА», 1995 г., режиссёр-постановщик Е. Еланская
- «Король-олень», Театр «ГЛОБУС» в Лос-Анджелесе, 1994 г.
- «Король-олень», Московский театр «СФЕРА», режиссёр-постановщик Е. Еланская, 1996 г.
- «Мария Стюарт», Театр имени Ермоловой, режиссёр Владимир Андреев, 1996 г.

Вокальные произведения
- Три романса на стихи А.Исаакяна («Сорванную розу ветке не вернуть» 3.10, «Могила» 2.56, «Я помню всегда» 3.59), 1955 г.
- Три сонета Шекспира («Замшелый мрамор каменных могил» 2.48, «О, как тебе хвалу я воспою» 3.46, «Трудами изнурен» 4.05), 1956 г.
- «Бывает так» (ст. Гайковича) 2.45, 1961 г.
- Три песни на стихи В.Орлова («Знакомая песенка» 2.52, «Золотые сумерки» 2.05, «Песенка по телефону» 3.08), 1957 г.
- «Акварели» — вокальный цикл на стихи средневековых японских поэтов («В путь» 0.55, «Пути в столицу» 1.54, «Перед казнью» — «В тумане утреннем» 1.54, «Сон» 1.51,) 1957 г.
- Вокальный цикл на стихи Маяковского («А вы могли бы?» 1.06, «Кое-что про Петербург» 2.16, «Тучкины штучки» 1.49, «Послушайте» 2.05, «Вместо письма» 8.08), 1958 г.
- Три песни на стихи С.Давыдовой («Песня о голубях» 2.01, «Дорожная песня» 2.38, «Песня о весне» 2.17), 1959 г.
- «Садовое кольцо» (ст. С. Гребенникова и Н. Добронравова) 2.49, 1960 г.
- «Твои глаза, как фары новых машин» 3.10 (ст. С. Кирсанова), 1960 г.
- Три романса на ст. Кирсанова («Твои рисунки» 3.17, «И за белой скатертью» 3.58, «Приезжай» 3.36), 1960 г.
- Вокальный цикл на стихи Л. Мартынова («Вечерело» 2.30, «Вода» 1.50, «Листья» 4.01), 1962 г.
- Две песни на стихи Н. Добронравова («Ты не печалься» 2.34, «По вечерам» 2.18), 1963 г.
- Вокальный цикл на стихи Беллы Ахмадулиной («Старинный романс» 2.25, «Я думала, что ты мне враг» 3.14, «Пятнадцать мальчиков» 4.31), 1963 г.
- Вокальный цикл на стихи Е.Винокурова («Я ловил ощущение» 2.46, «Окна» 1.39, «Я лицо твое стал забывать» 2.59), 1964 г.
- «Скирли» — вокальная сюита на стихи М. Малишевского («Воробей-экспериментатор» 1.48, «Обезьяна и зеркало» 1.53, «Самолюбие» 1.17, «Критики и пузыри» 1.03, «Беседа» 1.43, «По-грачиному» 1.28, «Соловей и художественный совет» 1.59), 1964 г.
- Семь песен-речитативов на ст. Г. Поженяна («Я такое дерево», «Дельфины», «Вот так улетают птицы», «Сосны», «Мне хотелось бы», «Я принял решение», «Скоро ты будешь взрослым»), 1967 г.
- «Ты уходишь, как поезд» 2.57, на стихи Е. Евтушенко, 1966 г.
- «Песня-Сказка О Старом Доме На Новом Арбате» (Стихи В.Высоцкого) 1966 г.
- «Прощай, оружие» — вокальный цикл на сл. Э.Хемингуэя в пер. А.Вознесенского «Топот ног», «Зачем?», «По мокрой земле», «Убитый», «С тобой когда-нибудь это было?», «Чем отличается ночь ото дня?», «Хвала рождеству», «Мы тратим, что не воздано для трат», «Любовь и сострадание», «Я бросаюсь к тебе», «Мы несем любовь в себе», «Вечно живые»). 1968 г.
- «Маленький принц» 2.05, (ст. Н. Добронравова), 1968 г.
- Шесть вокальный новелл на ст. Людвига Ашкенази («Радио» 1.44, «Женщины» 1.09, «Сигареты» 1.30, «Я ей прямо так и сказал» 2.28, «Облако пара» 1.37, «Песня о новом поколении» 1.20), 1969 г.
- Песни на стихи А. Вознесенского «Тишины хочу» 2.42, «Не трожь, человека, деревце» 1.30, «Загляжусь ли на поезд» 3.12, Память («Убил я поэму») 3.32, «Свисаю с вагонной площадки» 3.32, 1970 г.
- Два романса на стихи М.Цветаевой («Мой милый, что тебе я сделала?» 3.06, «Попытка ревности» 2.58), 1971 г.
- «Я к вам пишу» ст. М. Лермонтова 2.58, 1971 г.
- Две песни на ст. Р. Рождественского («Мгновения» 2.47, «Песня о далекой родине» 2.41), 1972 г.
- Шесть песен на стихи советских поэтов («Мне нравится» ст. М. Цветаевой 1.33, «Никого не будет в доме» ст. Б. Пастернака 2.18, «Со мною вот что происходит» ст. Е. Евтушенко 2.25, «Я спросил у ясеня» ст. Владимира Киршона 3.06, «По улице моей» ст. Б. Ахмадулиной 2.51)
- «Память» на ст. Д. Самойлова 3.06, 1975 г.
- «Не исчезай» на ст. А. Вознесенского 3.02, 1975 г.
- «Мы с тобою, товарищ» — цикл песен на стихи М. Светлова («Далекие красногвардейцы» 2.47, «Песня старых комсомольцев» 1.47, «Я другом ей не был» 2.06, «Московский военный округ» 2.10, «В разведке» 1.59, «Болота проходит пехота» 2.13, «Мы с тобою»)
- «Эхо» («Не возвращайтесь к былым возлюбленным» на стихи А. Вознесенского 4.10), 1977 г.
- «Песенка о цирке» на ст. Б. Ахмадулиной 3.04, 1977 г.
- «Запомни этот мир» — вокальный цикл на ст. А. Вознесенского («Над пашней сумерки не резки» 1.58, «Ностальгия по настоящему» 2.13, «Благодарю, что не умер вчера» 2.16, «Запомни этот миг» — 2.48), 1979 г.
- Восемь сонетов Шекспира («Люблю» 3.00, «Сонет о курице» 1.48, «Я виноват» 2.15, «Увы, мой стих не блещет новизной» 4.42, «Сонет о яблоке» 2.10, «Любовь слепа и нас лишает глаз» 4.51, «Мешать соединенью двух сердец» 2.59, «Пылающую голову рассвет» 2.39)
- Пять песен на стихи М. Цветаевой («Откуда такая нежность?» 2.10, «Вот опять окно» 2.36, «Островитянка» 2.26, «Мне тебя уже не надо» 2.23, «Забыть?» 3.25), 1986 г.

## Награды и премии
- Орден Трудового Красного Знамени (28 июня 1982 года) — за заслуги в производстве советских телевизионных фильмов и активное участие в создании фильма «Семнадцать мгновений весны»[27].
- Государственная премия СССР (1977) — за музыку к фильму «Ирония судьбы, или С лёгким паром!».
- Премия Ленинского комсомола (1977) — за патриотические песни последних лет и вокальный цикл «Вспомним, товарищ!», посвящённый Ленинскому комсомолу.
- Заслуженный деятель искусств РСФСР (4 декабря 1979).
- Народный артист РСФСР (7 февраля 1986).
- Лауреат трёх премии «Ника» («Загадка Эндхауза», «Русский регтайм», «Летние люди»), лауреат премии Американской академии музыки за сюиту из к/ф «Ольга Сергеевна».

## Память

Мемориальная доска
Микаэлу Таривердиеву
на улице Усиевича дом 9 в Москве

- Памятные доски установлены на доме № 14 по улице Ингороква в Тбилиси, где композитор провёл первые 17 лет жизни, и на доме № 9 по улице Усиевича в Москве, где он жил более тридцати лет.
- Имя Микаэла Таривердиева носит единственный в России Международный конкурс органистов, который с 1999 года проводится каждые два года в Калининграде.
- Именем композитора названа Детская музыкальная школа в микрорайоне Очаково, Москва.
- В 1998 году была учреждена Премия за лучшую музыку имени Микаэла Таривердиева в рамках основного конкурса Открытого российского фестиваля «Кинотавр».
- 11 сентября 2013 года именем композитора названа Детская музыкальная школа города Гвардейска, Калининградской области.
- 28 и 29 апреля 2022 года на сцене Свердловской музкомедии (Россия, Екатеринбург) состоялась премьера спектакля «Ты не прощайся» на музыку Микаэла Таривердиева и либретто Константина Рубинского. Спектакль поставлен Филиппом Разенковым и посвящён творчеству композитора. Важным и почётным гостем премьеры стала Вера Гориславовна. Супруга композитора была тронута и искренне благодарила постановочную команду и труппу театра. Кроме прочих шедевров в спектакль вошла моноопера «Ожидание» по поэме Роберта Рождественского «Монолог женщины».